# Gabriel Pons
Pour les articles homonymes, voir Pons.
Pons  Sancho est un nom espagnol. Le premier nom de famille, en général paternel, est Pons ; le second, en général maternel, souvent omis, est Sancho.
Gabriel Pons Sancho,, né le 4 septembre 1997 à Son Servera (Majorque), est un coureur cycliste espagnol.

## Biographie
Gabriel Pons est originaire de Son Servera, une commune située sur l'île de Majorque. Il commence à se consacrer au cyclisme à l'âge de dix ans, tout d'abord par le VTT. Dès l'année suivante, il passe aux compétitions sur route.
Chez les juniors (moins de 19 ans), il devient champion d'Espagne de poursuite par équipes en 2014, sous les couleurs des îles Baléares. Il intègre ensuite le club basque Seguros Bilbao en 2016 pour ses débuts espoirs (moins de 23 ans). 
En 2017, il rejoint le club Escribano Sport, où il court durant deux saisons. Bon grimpeur, il s'illustre principalement dans les courses par étapes. Il remporte notamment une étape du Tour d'Ávila. L'année suivante, il termine troisième du championnat d'Espagne sur route espoirs. Il intègre par ailleurs l'équipe continentale professionnelle Burgos BH en tant que stagiaire.

## Palmarès sur route

### Par année
- 2014
  - 3e de la Gipuzkoa Klasika
- 2016
  - Trofeu Festes d´Agost
- 2017
  - 2e étape du Tour d'Ávila
- 2018
  - 3e du Tour de Castellón
  - 3e du championnat d'Espagne sur route espoirs
  - 3e du Tour d'Ávila

### Classements mondiaux
| Année           | 2018   |
| --------------- | ------ |
| UCI Europe Tour | 1 211e |

## Palmarès sur piste

### Championnats d'Espagne
- 2014
  -  Champion d'Espagne de poursuite par équipes juniors (avec Marc Buades, Xavier Cañellas et Alejandro Hernández)